# Neoserica preangerensis
Neoserica preangerensis är en skalbaggsart som beskrevs av Moser 1916. Neoserica preangerensis ingår i släktet Neoserica och familjen Melolonthidae. Inga underarter finns listade i Catalogue of Life.